# Novaki (Sveta Nedelja)
 Novaki  falu Horvátországban Zágráb megyében. Közigazgatásilag Sveta Nedeljához tartozik.

## Fekvése
Zágráb központjától 14 km-re nyugatra, községközpontjától 2 km-re keletre, az A2-es éd az A3-as autópálya között fekszik. 

## Története
A településnek 1857-ben 156,  1910-ben 351 lakosa volt. Trianon előtt Zágráb vármegye Szamobori járásához tartozott. Kedvező fekvésének és a fővároshoz való közelségének köszönhetően évtizedek óta dinamikusan fejlődik. 2011-ben a falunak már 2100 lakosa volt.

## Lakosság
| Lakosság változása | Lakosság változása | Lakosság változása | Lakosság változása | Lakosság változása | Lakosság változása | Lakosság változása | Lakosság változása | Lakosság változása | Lakosság változása | Lakosság változása | Lakosság változása | Lakosság változása | Lakosság változása | Lakosság változása | Lakosság változása |
| ------------------ | ------------------ | ------------------ | ------------------ | ------------------ | ------------------ | ------------------ | ------------------ | ------------------ | ------------------ | ------------------ | ------------------ | ------------------ | ------------------ | ------------------ | ------------------ |
| 1857               | 1869               | 1880               | 1890               | 1900               | 1910               | 1921               | 1931               | 1948               | 1953               | 1961               | 1971               | 1981               | 1991               | 2001               | 2011               |
| 156                | 176                | 185                | 254                | 248                | 351                | 353                | 455                | 537                | 532                | 557                | 590                | 1062               | 1434               | 1748               | 2100               |

## Külső hivatkozások
- Sveta Nedelja weboldala
- Sveta Nedelja turisztikai egyesületének honlapja